# Charles Labro (musicien)
Pour les articles homonymes, voir Charles Labro et Labro (homonymie).
Charles Labro est un contrebassiste et compositeur français né le 19 octobre 1810 à Sedan et mort le 28 mai 1882 à Paris. 

## Biographie
Nicolas-Charles Labro naît le 19 octobre 1810 à Sedan,,.      
Il étudie au Conservatoire de Paris, dans la classe de violoncelle d'Olive-Charlier Vaslin à partir de 1830, puis en contrebasse avec Marie-Pierre Chenié, avant de travailler la composition avec Antoine Elwart,,.      
En 1835, il est lauréat d'un 1er prix de contrebasse au Conservatoire,.      
En 1837, Charles Labro devient première contrebasse de l'Orchestre de l'Opéra-Comique, puis occupe le même poste à la Société des concerts du Conservatoire à partir de 1843,.      
En 1853, succédant à Louis-François Chaft, il devient professeur de contrebasse au Conservatoire de Paris,.            
En 1879, il est nommé officier d'Académie.                        
Comme compositeur, Labro est l'auteur de plusieurs œuvres pour son instrument, dont dix concertinos qui constituent la base du répertoire des concours de contrebasse de son temps. Il est également l'auteur d'une Méthode de contrebasse qui fait autorité,.                        
Charles Labro meurt le 28 mai 1882 à Paris,,. Il était membre du comité de l'Association des artistes musiciens et de la Société des compositeurs de musique.                  
Son frère cadet, Antoine-Auguste Labro, né le 13 janvier 1817 à Sedan et mort le 14 juin 1887 à Paris, est lui aussi contrebassiste, 1er prix du Conservatoire de Paris en 1838, membre de l'orchestre de l'Opéra-Comique et de la Société des concerts du Conservatoire à compter de 1851.                  